# 1419
1419 (MCDXVIX) a fost un an comun al calendarului iulian, care a început într-o zi de duminică.

## Evenimente
- A fost pentru prima dată atestat documentar orașul Otaci (R.Moldova).

## Nașteri
- 7 martie: Matilda de Palatinat  (d. 1482)
- 2 aprilie: Ginevra d’Este  (d. 1440)

## Decese
- 16 august: Venceslau al IV-lea al Boemiei rege romano-german (n. 1361)
- 10 septembrie: Ioan cel Neînfricat duce al Burgundiei (n. 1371)
- 5 aprilie: Vincențiu Ferrer  (n. 1350)
- dată necunoscută: Nasimi poet turkmen (n. 1369)
- 26 septembrie: Jeongjong de Joseon  (n. 1357)